# God bless the USA
God Bless the USA ("God zegene de Verenigde Staten") is een Amerikaans patriottisch lied. Het werd geschreven en gezongen door Lee Greenwood. Het nummer is onderdeel van het album You've Got a Good Love Comin', dat in 1984 verscheen. Het nummer bereikte de 7e plaats in Billboards Hot Country Songs en de 12e plaats in Billboards Adult Comtemporary-lijst.

## Gebruik
- "God Bless the USA" werd gebruikt tijdens de Republican National Convention van 1984 onder president Ronald Reagan.
- Professioneel worstelaar Hulk Hogan heeft het nummer gebruikt als entreemuziek.
- Bob Rivers had een parodie op het nummer, getiteld "Independence Day".
- Het is het themanummer van de groep Camp Adventure, dat zomerkampen organiseert voor de kinderen van Amerikaanse militairen.
- Het lied wordt ook afgespeeld op het Marine Corps Boot Camp tijdens de embleemceremonie, waar de rekruten hun Arend, wereldbol en anker ontvangen, waarna ze officieel marinier zijn.
- Tijdens de Amerikaanse naturalisatieceremonies wordt een video met het lied afgespeeld die aan de burgers die dan genaturaliseerd worden wordt getoond, dit vanwege de vele nationalistische beelden.
- Ook wordt het nummer gebruikt om rekruten te werven.
- In januari 2017 zong Greenwood het nummer op het inauguratieconcert, de avond voor de beëdiging van de Amerikaanse president Donald Trump.

## Populariteit
De populariteit van het lied steeg opvallend snel tijdens de Golfoorlog van 1990-1991. Ook werd het veel vaker gespeeld in de dagen, weken en misschien wel maanden na de aanslagen op de Twin Towers, de inval in Irak en de Oorlog in Afghanistan.